# Anatomy Park
"Anatomy Park" er den tredje episode af Rick and Morty. Den havde premiere på Adult Swim d. 16. december 2013, og er skrevet af Eric Acosta og Wade Randolph, og instrueret af John Rice. Afsnittet er en parodi på filmen Fantastic Voyage (1966)
Afsnittet blev udgivet samtidig med 10 andre afsnit i Rick and Morty sæson 1 på DVD og Blu-ray d. 7. oktober, 2014. "Anatomy Park" har skaberen Justin Roiland asom stemme til begge de to hvoedpersoner; Rick Sanchez og Morty Smith. Chris Parnell æøgger stemme til Jerry Smith, Sarah Chalke lægger stemme til Beth Smith og Spencer Grammer lægger stemme til Summer Smith.